# Pompiliu Stoica
Pompiliu Sorin Stoica (ur. 10 września 1976 w Buzău) – rumuński piłkarz grający na pozycji lewego obrońcy lub pomocnika.

## Kariera klubowa
Pochodzi z miasta Buzău. Jest wychowankiem tamtejszego klubu Gloria Buzău. W 1993 roku został włączony do kadry pierwszej drużyny, ale w drugiej lidze zadebiutował w sezonie 1994/1995. W drużynie Glorii Stoica występował przez cztery sezony, ale nie zdołał wywalczyć z nim awansu do pierwszej ligi. W zimie 1998 przeszedł do Astry Ploeszti i zajął z nią pierwsze miejsce w drugiej lidze. W sezonie 1998/1999 występował już w rumuńskiej ekstraklasie, a swój debiut w niej zaliczył 1 sierpnia w zremisowanym 1:1 meczu z FCM Bacău. Był podstawowym zawodnikiem Astry i zarówno w 1999, jak i 2000 roku zajął z nią 10. miejsce w lidze.
Latem 2000 przeniósł się do Steauy Bukareszt. W stołecznym zespole występował w wyjściowej jedenastce. W swoim pierwszym sezonie wywalczył mistrzostwo Rumunii. Potem jednak osiągnął mniej sukcesów, a największe to dwa wicemistrzostwa kraju w latach 2003 i 2004. Dla Steauy zagrał łącznie 108 razy i zdobył 3 gole.
Latem 2004 przeszedł do rosyjskiego FK Moskwa. Tam wywalczył sobie pewne miejsce na lewej obronie. W 2004 roku zajął z FK 9. pozycję, w 2005 roku doprowadził moskiewski klub do 5. miejsca, a w 2006 roku do 6. W FK Moskwa grał do połowy 2008 roku, a następnie przeszedł do innego rosyjskiego klubu, Tomu Tomsk. W sezonie 2008/2009 grał w cypryjskim Alki Larnaka, a latem 2009 wrócił do Rumunii i został piłkarzem Petrolulu Ploeszti.
| Sezon   | Klub              | Kraj    | Rozgrywki                 | Mecze | Bramki |
| ------- | ----------------- | ------- | ------------------------- | ----- | ------ |
| 1994/95 | Gloria Buzău      | Rumunia | Divizia B                 | 8     | 0      |
| 1995/96 | Gloria Buzău      | Rumunia | Divizia B                 | 10    | 0      |
| 1996/97 | Gloria Buzău      | Rumunia | Divizia B                 | 31    | 10     |
| 1997/98 | Gloria Buzău      | Rumunia | Divizia B                 | 11    | 1      |
| 1997/98 | Astra Ploeszti    | Rumunia | Divizia B                 | 22    | 1      |
| 1998/99 | Astra Ploeszti    | Rumunia | Divizia A                 | 30    | 1      |
| 1999/00 | Astra Ploeszti    | Rumunia | Divizia A                 | 24    | 2      |
| 2000/01 | Steaua Bukareszt  | Rumunia | Divizia A                 | 29    | 1      |
| 2001/02 | Steaua Bukareszt  | Rumunia | Divizia A                 | 28    | 1      |
| 2002/03 | Steaua Bukareszt  | Rumunia | Divizia A                 | 26    | 0      |
| 2003/04 | Steaua Bukareszt  | Rumunia | Divizia A                 | 24    | 1      |
| 2004/05 | Steaua Bukareszt  | Rumunia | Divizia A                 | 1     | 0      |
| 2004    | FK Moskwa         | Rosja   | Priemjer-Liga             | 11    | 0      |
| 2005    | FK Moskwa         | Rosja   | Priemjer-Liga             | 27    | 0      |
| 2006    | FK Moskwa         | Rosja   | Priemjer-Liga             | 13    | 0      |
| 2007    | FK Moskwa         | Rosja   | Priemjer-Liga             | 32    | 0      |
| 2008    | FK Moskwa         | Rosja   | Priemjer-Liga             | 14    | 0      |
| 2008    | Tom Tomsk         | Rosja   | Priemjer-Liga             | 2     | 0      |
| 2008/09 | Alki Larnaka      | Cypr    | Protathlima A’ Kategorias | 7     | 0      |
| 2009/10 | Petrolul Ploeszti | Rumunia | Divizia B                 | 17    | 1      |
| 2010/11 | Petrolul Ploeszti | Rumunia | Divizia B                 | 26    | 1      |
| 2011/12 | Petrolul Ploeszti | Rumunia | Divizia A                 | 20    | 0      |

## Kariera reprezentacyjna
W reprezentacji Rumunii Stoica zadebiutował 2 lutego 2000 roku w wygranym 2:0 meczu z Łotwą. W tym samym roku, w swoim trzecim występie w drużynie narodowej zdobył gola, a Rumunia pokonała 2:0 reprezentację Cypru.